# 91-я стрелковая дивизия (2-го формирования)
91-я стрелковая Мелитопольская Краснознамённая дивизия — стрелковое соединение РККА Вооружённых сил СССР в Великой Отечественной войне.
Стрелковая дивизия участвовала в Сталинградской битве, принимала участие в Ростовской, Донбасской, Мелитопольской, Крымской наступательных операциях. Период боевых действий: с 28 апреля 1942 года по 9 мая 1945 года.

## История
Соединение стрелков сформировано 5 декабря 1941 года как 464-я стрелковая дивизия на территории Дагестана Северо-Кавказского военного округа, в районе городов Махачкала — Буйнакск.
27 января 1942 года переименована в 91-ю стрелковую дивизию в подчинение Закавказского военного округа. 14 апреля 1942 года прибывает в Тихорецк, в конце апреля формирование заняло оборону по реке Дон, на рубеже Манычская — Батайск — Азов, здесь получила боевое крещение. 17 апреля отправлена в Новочеркасск, с 30 апреля участвовала в охране побережья Азовского моря от Семибалки до Азова.
13 мая 1942 года вошла в состав 51-й армии (в которой сражалась до конца войны) Северо-Кавказского фронта, когда началось наступление немцев в направлении на Сталинград дивизия переброшена на рубеж Цимлянская — Константиновская, где участвовала в боях с противником у переправы на левый берег реки Дон.
С августа 1942 года в составе Сталинградского фронта, хотя дивизия вынуждена была отходить на новые рубежи обороны, она наносила противнику большой урон. С 30 июля по 8 августа воины дивизии уничтожили свыше 3 тыс. солдат и офицеров противника, 10 танков, 24 бронемашин, 5 орудий. 21 мотоцикл, 12 станковых пулемётов, 11 миномётов. Огнём артиллерии был рассеян полк пехоты, 2 эскадрона кавалерии, подавлено 7 миномётных батарей, 3 артиллерийских батареи, разрушено 2 переправы, уничтожен обоз из 35 повозок и 2 командирских пункта. С середины августа и до перехода войск Сталинградского фронта в контрнаступление дивизия вела манёвренную оборону на подступах к Сталинграду и в калмыцких степях.
С 15 августа по 20 ноября 1942 года дивизия развернула боевые действия в тылу врага, вела бои у Деде — Ламин, Уманцево, Садовая, где был разгромлен полк 5-й румынской кавалерийской дивизии. 20 ноября дивизия стрелков совместно с частями Сталинградского фронта перешла в контрнаступление, вела наступательные бои в направлении Уманцево — Кануково — Кенкря — Ики — Зоргакин — Островянка. Овладев Уманцевым, вела ожесточённые бои с прорвавшимися танками 23-й немецкой танковой дивизии.
26 ноября во взаимодействии с 4-м танковым корпусом и 61-й кавалерийской дивизией вышла в район Заветная, имея до 2 тыс. пленных и большие трофеи, в том числе лошадей румынской конницы и артиллерии.
С января 1943 года соединение в составе Южного фронта, с мая 1943 года — 3-го гвардейского стрелкового корпуса, в сентябре — 63-го стрелкового корпуса, с октября в составе 54-го стрелкового корпуса участвовала в уничтожении Элистовской группировки противника, в боях за Котельниково, в освобождении Калмыкии и Донбасса.
С 13 по 23 октября 1943 года дивизия принимает участие по прорыву сильно укреплённой полосы противника и по овладению городом Мелитополь. Чётко взаимодействуя со всеми родами войск, дивизия стремительным ударом сломила сопротивление врага и первой ворвалась в город и овладела южной окраиной, ведя ожесточённые бои, уничтожила свыше 2 000 солдат и офицеров противника, 32 орудия и 13 танков.
23 октября 1943 года дивизии за участие в боях по овладению городом Мелитополь Приказом Народного Комиссара Обороны присвоено почётное наименование «Мелитопольская». С ноября 1943 года в составе 4-го Украинского фронта, в феврале 1944 года — 10-го стрелкового корпуса, с марта в составе 1-го гвардейского стрелкового корпуса, с мая и до конца войны в составе 10-го стрелкового корпуса.
Находясь в активной обороне на Сивашском плацдарме в Крыму, дивизия готовилась к наступательным действиям по прорыву сильно укреплённой обороны противника. 8 апреля 1944 года дивизия начала наступление на узком участке фронта в условиях трудной местности (междуозёрные дефиле плацдарма) на общем направлении ст. Воинка Джанкойского района, в район которой вышла к утру 14 апреля. Далее принимала участие в освобождении Крымского полуострова и городов Армянск — 11 апреля, Симферополь — 13 апреля, Севастополь — 10 мая. В июне выведена в Резерв Ставки ВГК.
С июня 1944 года в составе 10-го стрелкового корпуса 51-й армии 1-го Прибалтийского фронта принимает участие в освобождении Прибалтики, городов Паневежис — 22 июля, Шяуляй — 27 июля.
29 июня 1944 года во исполнение боевого распоряжения штаба 51-й армии дивизии была поставлена задача: во взаимодействии с частями 1-го гвардейского стрелкового корпуса овладеть г. Елгава (Митава), сильно укреплённым узлом сопротивления и основным узлом коммуникаций, связывающим Восточную Пруссию с Прибалтикой. Части дивизии, стремительно преследуя отступающего противника, с боями 30 июля подошли к окрестностям г. Митава и завязали бой. Действуя 561 сп (стрелковым полком) с северо-востока и 503 сп с юга, сломив упорное сопротивление превосходящих сил противника, части ворвались на окраину города, а к 21.30 того же дня овладели станцией Митава; к исходу дня 31 июля, взломав огневую мощь противника, воины дивизии овладели городом.
В начале 1945 года занимала оборону на либавском направлении, в районе Дуника. В феврале 1945 года входила в состав 1-го гвардейского стрелкового корпуса, в марте в состав 2-го Прибалтийского фронта. С марта 1945 года в составе Курляндской группы войск Ленинградского фронта.
За время Великой Отечественной войны 91-я Мелитопольская Краснознамённая стрелковая дивизия прошла славный боевой путь от Сталинграда до Балтийского моря — 7265 км, освободила 1139 населённых пунктов и железнодорожных станций, уничтожила около 260 танков и самоходных орудий, свыше 400 орудий, 266 миномётов, 18 самолётов, более 550 бронеавтомашин и много другой боевой техники, более 28 тыс. солдат и офицеров противника, взяла в плен около 2 тыс. человек. За боевые действия, храбрость и мастерство личного состава дивизия заслужила орден Красного Знамени, 6 благодарностей от Верховного Главнокомандующего И. В. Сталина.

## Послевоенная история
В связи с демобилизацией Союза ССР и послевоенным сокращением советских Вооружённых Сил дивизия в июне 1946 года была сокращена в 14-ю отдельную стрелковую бригаду, с сохранением за ней наград и отличий 91-й дивизии. Бригада входила в состав 10-го армейского корпуса Уральского военного округа. Управление — в городе Молотов.
В октябре 1953 года на базе этой бригады была восстановлена 91-я стрелковая дивизия. Директивой от 4 июня 1957 года она была переформирована в 91-ю мотострелковую дивизию. Расформирована в связи с «хрущёвскими сокращениями» 20 сентября 1959 года.

## Состав
Состав стрелкового соединения по окончании Великой Отечественной войны: 
- управление
- 503-й стрелковый Митавский ордена Суворова III степени полк
- 561-й стрелковый Краснознамённый полк
- 613-й стрелковый полк
- 321-й артиллерийский полк
- 172-й отдельный истребительно-противотанковый дивизион
- 124-я отдельная разведывательная рота
- 160-й отдельный сапёрный батальон
- 152-й отдельный батальон связи (326-я отдельная рота связи по 14.12.1944)
- 142-й отдельный медико-санитарный батальон
- 551-я отдельная рота химзащиты
- 113-я отдельная автотранспортная рота
- 467-я полевая хлебопекарня
- 932-й дивизионный ветеринарный лазарет
- 1663-я полевая почтовая станция
- 1109-я полевая касса Госбанка

## В составе
- на 01.01.1942 г. — Кавказский фронт — фронтовое подчинение[4]
- на 01.02.1942 г. — Закавказский ВО — окружное подчинение
- на 01.03.1942 г. — Закавказский ВО — окружное подчинение
- на 01.04.1942 г. — Закавказский ВО — окружное подчинение
- на 01.05.1942 г. — Северо-Кавказский ВО
- на 01.06.1942 г. — Северо-Кавказский фронт — 51 А
- на 01.07.1942 г. — Северо-Кавказский фронт — 51 А
- на 01.08.1942 г. — Сталинградский фронт — 51 А
- на 01.09.1942 г. — Юго-Восточный фронт— 51 А
- на 01.10.1942 г. — Сталинградский фронт — 51 А
- на 01.11.1942 г. — Сталинградский фронт — 51 А
- на 01.12.1942 г. — Сталинградский фронт — 51 А
- на 01.01.1943 г. — Южный фронт — 51 А
- на 01.02.1943 г. — Южный фронт — 51 А
- на 01.03.1943 г. — Южный фронт — 51 А
- на 01.04.1943 г. — Южный фронт — 51 А
- на 01.05.1943 г. — Южный фронт — 51 А — 3 гв. ск
- на 01.06.1943 г. — Южный фронт — 51 А — 3 гв. ск
- на 01.07.1943 г. — Южный фронт — 51 А — 3 гв. ск
- на 01.08.1943 г. — Южный фронт — 51 А — 3 гв. ск
- на 01.09.1943 г. — Южный фронт — 51 А — 63 ск
- на 01.10.1943 г. — Южный фронт — 51 А — 54 ск
- на 01.11.1943 г. — 4-й Украинский фронт — 51 А — 54 ск
- на 01.12.1943 г. — 4-й Украинский фронт — 51 А — 54 ск
- на 01.01.1944 г. — ?
- на 01.02.1944 г. — 4-й Украинский фронт — 51 А — 10 ск
- на 01.03.1944 г. — 4-й Украинский фронт — 51 А — 1 гв. ск
- на 01.04.1944 г. — 4-й Украинский фронт — 51 А — 1 гв. ск
- на 01.05.1944 г. — 4-й Украинский фронт — 51 А — 10 ск
- на 01.06.1944 г. — Резерв ставки ВГК — 51 А — 10 ск
- на 01.07.1944 г. — 1-й Прибалтийский фронт — 51 А — 10 ск
- на 01.08.1944 г. — 1-й Прибалтийский фронт — 51 А — 10 ск
- на 01.09.1944 г. — 1-й Прибалтийский фронт — 51 А — 10 ск
- на 01.10.1944 г. — 1-й Прибалтийский фронт — 51 А — 10 ск
- на 01.11.1944 г. — 1-й Прибалтийский фронт — 51 А — 10 ск
- на 01.12.1944 г. — 1-й Прибалтийский фронт — 51 А — 10 ск
- на 01.01.1945 г. — 1-й Прибалтийский фронт — 51 А — 10 ск
- на 01.02.1945 г. — 1-й Прибалтийский фронт — 51 А — 1 гв. ск
- на 01.03.1945 г. — 2-й Прибалтийский фронт — 51 А — 10 ск
- на 01.04.1945 г. — Ленинградский фронт — Курляндская группа войск — 51 А — 10 ск
- на 01.05.1945 г. — Ленинградский фронт — Курляндская группа войск — 51 А — 10 ск

## Командиры
- полковник Сорокин, Пётр Васильевич с 5 декабря 1941 по 26 апреля 1942
- полковник Макарчук, Ефрем Федосеевич с 28 апреля по 21 июля 1942
- генерал-майор Калинин Николай Васильевич с 22 июля 1942 по 4 июля 1943
- подполковник, с 30.10.1943 полковник Вражнов, Антон Иванович с 5 по 14 июля 1943
- полковник Пашков, Илья Михайлович с 15 июля 1943 по 21 июня 1944
- полковник, с 2.11.1944 генерал-майор Собянин, Евгений Константинович с 22 июня 1944 по 2 апреля 1947
- генерал-майор Сиванков, Алексей Иванович с 2 апреля 1947 по 31 декабря 1948
- полковник Воронов, Рустик Борисович с 31 декабря 1948 по 22 октября 1952
- полковник, с 31.05.1954 генерал-майор Жмаев, Василий Алексеевич с 22 октября 1952 по 16 декабря 1954
- генерал-майор Рудзинский, Нарцисс Каликсович с 16 декабря 1954 по 15 ноября 1957
- полковник, с 18.02.1958 генерал-майор Гурьев, Павел Васильевич с 15 ноября 1957 по 7 сентября 1959

## Награды и наименования
| Награда (наименование)                 | Дата                 | За что награждена |
| -------------------------------------- | -------------------- | --- |
| Почётное наименование «Мелитопольская» | 23 октября 1943 года | присвоено приказом Верховного Главнокомандующего от 23 октября 1943 года за отличие в боях за освобождение города Мелитополь. |
| Орден Красного Знамени                 | 24 апреля 1944 года  | награждена указом Президиума Верховного Совета СССР от 24 апреля 1944 года за образцовое выполнение боевых заданий командования при прорыве сильно укреплённой обороны противника на Перекопском перешейке и в озёрных дефиле на южном побережье Сиваша и проявленные при этом доблесть и мужество. |
| Орден Суворова 2-й степени             |                      | |

Награды частей дивизии:
- 503-й стрелковый Митавский ордена Суворова[6] полк
- 561-й стрелковый Краснознамённый[7] полк
- 321-й артиллерийский Краснознамённый[7] полк
- 160-й отдельный сапёрный ордена Красной Звезды[7] батальон

## Отличившиеся воины дивизии
- ст. сержант Абызов, Григорий Александрович командир орудия 321-го ап 14.01.1919 — 30.09.1999
- подполковник Мандрыкин, Ефим Иванович командир 613-го сп 15.01.1915 — 11.02.1998
- майор Скорый, Иван Антонович командир сб 561-го сп 12.02.1912 — 05.03.1980
- красноармеец Хайло, Василий Александрович наводчик орудия 4-й батареи 321-го ап 18.01.1924 — 17.01.1953
- капитан Шахнович, Моисей Давидович командир батареи 321-го ап 15.05.1918 — 19.10.1982